# Trotteria obtusa
Trotteria obtusa är en tvåvingeart som först beskrevs av Friedrich Hermann Loew 1845.  Trotteria obtusa ingår i släktet Trotteria och familjen gallmyggor. Inga underarter finns listade i Catalogue of Life.